# Jharia Khas
Jharia Khas é uma vila no distrito de Dhanbad, no estado indiano de Jharkhand.

## Demografia
Segundo o censo de 2001, Jharia Khas tinha uma população de 19 808 habitantes. Os indivíduos do sexo masculino constituem 55% da população e os do sexo feminino 45%. Jharia Khas tem uma taxa de literacia de 54%, inferior à média nacional de 59,5%: a literacia no sexo masculino é de 64% e no sexo feminino é de 43%. Em Jharia Khas, 17% da população está abaixo dos 6 anos de idade.